# Кизилкум (Шардаринський район)
Кизилку́м (каз. Қызылқұм) — село у складі Шардаринського району Туркестанської області Казахстану. Адміністративний центр та єдиний населений пункт Кизилкумського сільського округу.
Населення — 4146 осіб (2021; 2364 у 2009, 1886 у 1999, 1931 у 1989).